# Amaranth (Ontario)
Amaranth es un municipio canadiense situado en la provincia de Ontario.

## Superficie
Amaranth tiene una superficie de 265,02 km².

## Demografía
En 2021, tenía 4327 habitantes, una densidad poblacional de 16,3 hab./km², y 1428 viviendas.